# Kun Endre
Kun Endre (Temesvár, 1908. március 21. – Izrael, ?) textilmérnök, gazdasági szakíró. Kun János bátyja.

## Életútja
Középiskolát szülővárosában a Piarista Gimnáziumban végzett (1926), Mulhouse-ban szerzett textilmérnöki diplomát (1929). Pályáját franciaországi pamutfonodákban kezdte (1929–31), hazatérve az aradi Neumann-féle textilgyár (1932–35), majd bukaresti textilgyárak (1936–45) technológusa, műszaki vezetője. Szakmai körökben kiváló pamutszakértőként értékelték.
1945-től a bukaresti Pamut-Len-Kenderipari Központ vezérigazgatója, a közben megalakult Könnyűipari Minisztérium műszaki főosztályának vezetője; később a Textilipari Kutató Intézet (ICT) vezetőségében tevékenykedik. 1967-től nyugdíjazásáig (1970) az Állami Tervhivatal könnyűipari műszaki tanácsnoka. Kutatói aktivitását 1986-ig folytatta. 1987-ben Izraelbe költözött.

## Szakírói munkássága
Első írását a Revista Industriei Textile közölte (1950), itt s a Revista Industriei Ușoare, Revista Economică szakfolyóiratokban folyamatosan jelentek meg szakcikkei, valamint dokumentációs kivonatai magyar, német, francia, angol szaklapokból. Az Előre, A Hét munkatársa. Fontosabb tanulmányai a Korunkban: A textilipari műanyagok ma és holnap (1957/9); A Szovjetunió fogyasztási cikkeket gyártó iparának fejlődése (1959/3); Ökonometria, vagy a matematika alkalmazása a gazdasági elemzésben (1959/12); Közszükségleti javak termelése és életszínvonal (1960/8); Korszerű ruházkodás (1963/12); A termelés tudományos szervezése (1967/3). Lefordította N. Vlăduț-N. Florea A fonónő kézikönyve (1980) c. munkáját.